# ليون ألبرت هينكين
كان ليون ألبرت هينكين (19 أبريل 1921، بروكلين، نيويورك - 1 نوفمبر 2006، أوكلاند، كاليفورنيا) عالمًا منطقيًا أمريكيًا، لعبت أعماله دورًا قويًا في تطوير علم المنطق، لا سيما في نظرية النمط. كان باحثًا نشطًا في جامعة كاليفورنيا، بيركلي، حيث قدم مساهمات كبيرة كباحث ومدرس وكذلك عمل في مناصب إدارية. في بيركلي، أدار، مع ألفريد تارسكي، مجموعة المنطق ومنهج العلم، والتي انبثق منها العديد من الفلاسفة والمنطقيين المهمين. كان لديه شعور قوي بالالتزام الاجتماعي وكان مدافعًا شغوفًا عن أفكاره السلمية والتقدمية. شارك في العديد من المشاريع الاجتماعية التي تهدف إلى تدريس الرياضيات، فضلًا عن المشاريع التي تهدف إلى دعم مجموعات النساء والأقليات لمتابعة مهن في الرياضيات والمجالات ذات الصلة. كان محبًا للرقص والأدب، فقد قدر الحياة من جميع جوانبها: الفن والثقافة والعلوم، وقبل كل شيء العلاقات الإنسانية. يتذكره طلابه لطفه الكبير، وكذلك امتيازه الأكاديمي والتعليمي.
يُعرف هينكين بشكل أساسي بإثباتاته الكاملة للأنظمة الشكلية المتنوعة، مثل نظرية النمط ومنطق الرتبة الأولى (اثبِت اكتمال منطق الرتبة الأولى، في نسخته الضعيفة، من قِبل كورت جودل في عام 1929). لإثبات اكتمال نظرية النمط، يقدم هينكين دلالات جديدة، بناءً على هياكل معينة، تُسمى النماذج العامة (المعروفة أيضًا باسم نماذج هينكين). يسمح تغيير الدلالات التي اقترحها بتوفير حساب استنتاجي كامل لنظرية النمط ومنطق الرتبة الثانية، من بين رتبات المنطق الأخرى. ساعدت طرق هينكين في إثبات نتائج نظرية النموذج المختلفة، في كل من المنطق الكلاسيكي وغير الكلاسيكي. إلى جانب المنطق، كان الفرع الآخر الذي تركزت عليه دراساته هو علم الجبر. تخصص في الجبر الأسطواني، حيث عمل مع إيه. تارسكي ودي. مونك. أما بالنسبة لفلسفة الرياضيات، فعلى الرغم من ندرة أعماله في هذا المجال صراحة، يُعتبر صاحب موقف اسمي في هذا المجال.

## حياته

### بداية حياته
ولد ليون ألبرت هينكين في 19 أبريل 1921 في بروكلين، نيويورك لعائلة يهودية هاجرت من روسيا قبل جيل. كان أبراهام هينكين هو أول من هاجر في الأسرة، وهو أكبر إخوة والد ليون. وفقًا لليون، كان والده فخورًا به للغاية منذ أن كان مجرد صبي. كانت توقعاته الكبيرة واضحة في الاسم الذي أطلقه عليه: فقد اختار تسمية ابنه ألبرت بعد نشر سلسلة من المقالات حول نظرية النسبية لأينشتاين في صحيفة نيويورك تايمز قبل وقت قصير من ولادة هينكين. كانت عائلته متعاطفة مع الأفكار السلمية والتقدمية، وعلى الرغم من أنه لم يكن متدينًا، كان له جذور عميقة في التقاليد اليهودية. نشأ ليون محاطًا بروابط عائلية قوية؛ كان قريبًا جدًا من أبناء عمومته، الذين عاش معهم خلال طفولته في بروكلين.
درس هينكين بشكل أساسي في المدارس العامة في مدينة نيويورك. التحق بمدرسة لينكولن الثانوية، حيث تخرج في سن 16 قبل التحاقه بجامعة كولومبيا. كان عضوًا في فرق الشطرنج في الكلية والمدرسة الثانوية؛ كان يفضل دائمًا الألعاب التي تتضمن التفكير العقلاني عوضًا عن ألعاب الحظ. في سنوات تعليمه في المدرسة الثانوية، فكر هينكين في أن يصبح مدرسًا للرياضيات وأبدى أيضًا رغبته في أن يصبح كاتبًا (مثلما أعرب لاحقًا في رسالة شخصية). على الرغم من أنه كرس نفسه للحياة الأكاديمية الجامعية، لم يتخل أبدًا عن اهتمامه بتدريس الرياضيات الابتدائية، والتي ساهم فيها لاحقًا بنشاط.

### الدراسات الجامعية الأولى
في عام 1937، التحق ليون بجامعة كولومبيا كطالب رياضيات. خلال فترة دراسته في الجامعة، طور اهتمامًا بالمنطق، والذي سيحدد مسار حياته الأكاديمية. كان أول اتصال له بالمنطق من خلال كتاب بي. راسل، «التصوف والرياضيات»، الذي لفت اهتمامه خلال زيارته للمكتبة. زاد وتطور هذا الاهتمام بعد حضوره لبعض الدورات التدريسية. على الرغم من أن قسم الرياضيات في الجامعة لم يقدم دورات في المنطق (قُدمت من قبل قسم الفلسفة)، كان ليون أحد طلاب الرياضيات القلائل المهتمين بهذا التخصص وقرر الالتحاق به. في خريف عام 1938، في سنته الثانية كطالب في جامعة كولومبيا، شارك في الدورة الأولى في المنطق التي قام بتدريسها إرنست ناجل، الذي كان قد ساهم في إنشاء جمعية المنطق الرمزي قبل ذلك بعامين. قربته هذه الدورة من كتاب راسل «مبادئ الرياضيات»، الذي قرأ فيه لأول مرة عن بديهية الاختيار؛ تركت أفكار راسل انطباعًا قويًا عليه وقادته لاستكشاف مجلدات مبادئ الرياضيات التي كتبها راسل مع وايتهيد بعد بضع سنوات. صُدم بالأفكار العامة لنظرية النمط وبديهية الاختزال الغامضة. لعبت كل من بديهية الاختيار ونظرية النمط فيما بعد دورًا مهمًا في أطروحة الدكتوراه الخاصة به.
في العام التالي، في فصل خريف عام 1939، حضر هينكين دورة ثانية في المنطق مع ناجل، حيث درس الأنظمة الرسمية للمنطق الافتراضي ومنطق الرتبة الأولى. شكلت هذه أول تجربة له مع المعالجة الرياضية للأنظمة الاستنتاجية. لم تتطرق الدورة إلى النتائج المعدنية التي أقامت علاقة بين الدلالات والنحو، ولم يتم التطرق إلى مسألة الاكتمال على الإطلاق. مع ذلك، اقترح ناجل على هينكين كمشروع مستقل قراءة إثبات اكتمال المنطق الافتراضي الذي قدمه كوين، الذي نُشر قبل بضعة أشهر في Journal of Symbolic Logic. كان هذا البحث مهمًا للغاية بالنسبة إلى هينكين، ليس بسبب المحتوى نفسه، ولكن لاكتشافه قدرته على فهم البحث في المنطق والرياضيات ا في ذلك الوقت. وفقًا لهينكين، على الرغم من أنه تمكن من متابعة عرض كواين، لم يتمكن من فهم فكرة الإثبات: «لقد أشرت ببساطة إلى أن الهدف من البحث هو إظهار أن كل طوطولوجيا لها إثبات رسمي في نظام البديهيات المقدم، وقد بذلت قصارى جهدي للتحقق من استدلال كوين على صحة ذلك، دون التفكير مطلقًا في سبب بذل المؤلف والقارئ لهذا الجهد. منعني هذا الهدف المحدود من التساؤل عن كيفية تفكير المؤلف في وضع خطوات الإثبات معًا؛ والنتيجة هي أنني فشلت في الحصول على «فكرة البرهان»، المكون الأساسي اللازم للاكتشاف».
قبل أن يبدأ هينكين سنته الثانية في جامعة كولومبيا بقليل، اندلعت الحرب العالمية الثانية. كان لهذا تداعيات عديدة على حياته. كان لأحدها تأثير إيجابي على تعليمه. قبل أيام من اندلاع الحرب، جاء عالم الرياضيات والمنطق البولندي ألفريد تارسكي إلى جامعة هارفارد، بدعوة من كوين، لإلقاء سلسلة من المحاضرات حول المنطق. مع غزو ألمانيا لبولندا، وجد تارسكي أنه من المستحيل العودة إلى بولندا وكان عليه البقاء في الولايات المتحدة. زار تارسكي عدة مدن لإلقاء محاضرات حول المنطق. كانت إحدى هذه المحاضرات في جامعة كولومبيا، وبالتالي حضرها هينكين، مثل بقية طلاب المنطق، بحماس كبير. تحدث تارسكي فيها عن عمل جودل على الافتراضات غير القابلة للحسم في نظرية النمط وعن وجود خوارزميات القرار للأنظمة الرسمية، وهو موضوع وجده هينكين محفزًا للغاية.